# باشیایلا
باشیایلا (به ترکی استانبولی: Başyayla) یک منطقهٔ مسکونی در ترکیه است که در استان قرامان واقع شده‌است. باشیایلا ۱٬۲۶۰ متر بالاتر از سطح دریا واقع شده‌است.